# Cantonul Lannilis
Cantonul Lannilis este un canton din arondismentul Brest, departamentul Finistère, regiunea Bretania, Franța.

## Comune
- Guissény
- Landéda
- Lannilis (reședință)
- Plouguerneau
- Tréglonou